# 1992 TB

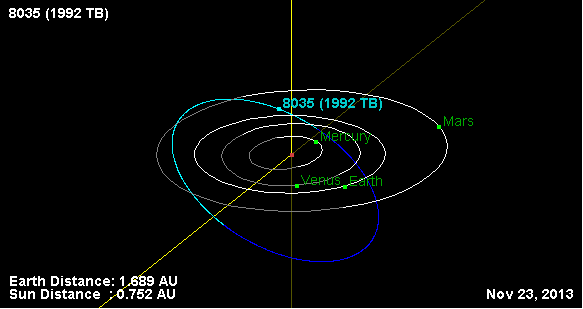
1992 TB

1992 TB är en asteroid i huvudbältet som upptäcktes den 2 oktober 1992 av Spacewatch vid Kitt Peak-observatoriet.
Den tillhör asteroidgruppen Apollo.